# أتراك البوسنة والهرسك
الأتراك في البوسنة والهرسك، والمعروفين أيضا باسم أتراك البوسنة، من أصول تركية الذين يشكلون أقدم الأقليات العرقية في البوسنة والهرسك. بدأ المجتمع التركي ليستقر في المنطقة في القرن 15 تحت حكم الدولة العثمانية، ومع ذلك هاجر العديد من الأتراك إلى تركيا عندما أصبحت البوسنة والهرسك تحت الحكم الإستعمارى النمساوي المجري.

## التاريخ
دخل المجتمع التركي بشكل كبير في المنطقة بعدما غزت الدولة العثمانية المملكة البوسنية في 1463. نما المجتمع التركي بشكل مطرد في جميع أنحاء الحكم العثماني في البوسنة؛ ومع ذلك، بعد أن هُزم العثمانيين في حروب البلقان (1912-1913)، والغالبية العظمى من الاتراك الذين عاشوا في المنطقة جنباً إلى جنب مع مسلمين البوسنة، اضطروا إلى ترك منازلهم وهاجروا إلى تركيا حيث عرفوا باسم «المهاجرين» (اللاجئين).

## الثقافة
في عام 2003 اعتمدت الجمعية البرلمانية للبوسنة والهرسك قانون لحماية حقوق أعضاء الأقليات الوطنية. وفقا للقانون، حماية الحريات الثقافية والدينية والتعليمية والاجتماعية والاقتصادية، والسياسية للأقلية التركية من قبل الدولة.

### اللغة
اللغة التركية معترف بها رسميا كلغة أقلية في البوسنة والهرسك وفقا للميثاق الأوروبي للإقليمية أو لغات الأقليات، بموجب المادة 2، الفقرة 2، من التصديق عام 2010.

### الدين
الأقلية التركية تعتنق المذهب السنى ونسبة قليلة من الشيعة. تميل الأقليّة التركية السنيّة إلى العلمانية بشكل كبير.

### العلوم والآداب
الدين عاصم مصطفتش عضو في الأقلية التركية في البوسنة والهرسك - كتب كتابا عن اللغة الصربية بالكتابة العربية بعنوان «عهود من الأفكار العربية والكتابة العربية البلقانية»، كجزء من تأثير الثقافة التركية في البوسنة والهرسك.

## التركيبة السكانية
وفقا لتعداد السكان لعام 1991 كان هناك 267 تركياً يعيشون في البوسنة والهرسك؛ ومع ذلك تشير التقديرات الحالية إلى أن الأقلية التركية في الواقع 50,000 تركي.